# Dido (futebolista)
Edson Silva, mais conhecido como Dido (Vila Velha, 27 de junho de 1962) é um treinador e ex-futebolista brasileiro que atuava como volante.

## Carreira de jogador
Jogou pelo Clube de Regatas do Flamengo e pelo Santos Futebol Clube como volante durante o final da década de 70 e o início da década de 80.
Pelo Santos, atuou em 7 jogos, entre 1983 e 1984.
No segundo semestre de 1984, chegou ao Americano-RJ.
Como jogador também teve passagens pelo America-RJ e times de Israel.

## Carreira de treinador
Iniciou sua carreira de treinador ainda em Israel. Treinou também equipes na Holanda e em Malta.
Em 2001, comandou a Seleção do Vietnam, sendo demitido por causa dos maus resultados da equipe nos jogos do sudeste asiático.
Em 2005, assumiu a direção da Seleção de Taiwan.
Em 2008, voltou ao Brasil para treinar a equipe do Flamengo do Piauí, mas ainda em dezembro do mesmo ano assinou contrato de um ano com a Seleção de Bangladesh.
Dido dirigiu a Seleção Bengali entre janeiro e novembro de 2009.